# لي كاي
لي كاي (بالصينية: 李凯) (25 يوليو 1989 بتشينغداو في الصين - ) هو لاعب كرة قدم صيني في مركز الدفاع. لعب مع نادي داليان شيده ونادي غويزهو رينهي ونادي تشينغداو ونادي سانغتشو مايتي ليونز.

## وصلات خارجية
- لي كاي على موقع قاعدة بيانات كرة القدم.إي يو (الإنجليزية)
- لي كاي على موقع اللجنة الأولمبية الصينية (الإنجليزية)